# Kasteel de Merode (Everberg)
Kasteel de Merode is een kasteel in Everberg, een dorp in de Belgische provincie Vlaams-Brabant. Het kasteel van Everberg kent een lange geschiedenis.

## Hof van Montenaken
Everberg was al in de twaalfde eeuw een heerlijkheid. Vanaf de veertiende eeuw was er in het broek, het moerasgebied rond Everberg, sprake van een waterburcht. Deze werd het hof van Montenaken genoemd naar de adellijke familie die het kasteel toen bewoonde.

## Familie Rubempré
Aan het einde van de vijftiende eeuw kwam de heerlijkheid Everberg, met kasteel, in handen van de familie Rubempré. De familie Rubempré was oorspronkelijk afkomstig uit het Franse Picardië. Jean de Rubempré († 1477), ridder van het Gulden Vlies, kwam samen met de Bourgondische hertog Karel de Stoute (1433-1477) naar de Nederlanden waar de familie zich vervolgens vestigde. Via huwelijken kwam de familie Rubempré in het bezit van een uitgebreid patrimonium waaronder de heerlijkheid Everberg. In 1620 werd Everberg verheven tot een baronie en in 1686 zelfs tot een prinsdom. 
De middeleeuwse waterburcht was ondertussen geëvolueerd tot een renaissancekasteel bestaande uit twee delen. De hoofdburcht had de typische trapgevels uit de renaissance en vele torentjes. het kasteel was volledig omringd door water en een ophaalbrug verbond de hoofdburcht met een voorbrug. Daar bevond zich het neerhof dat door sloten werd omringd en was omheind door een muur met ingangspoort en hoektorentjes.

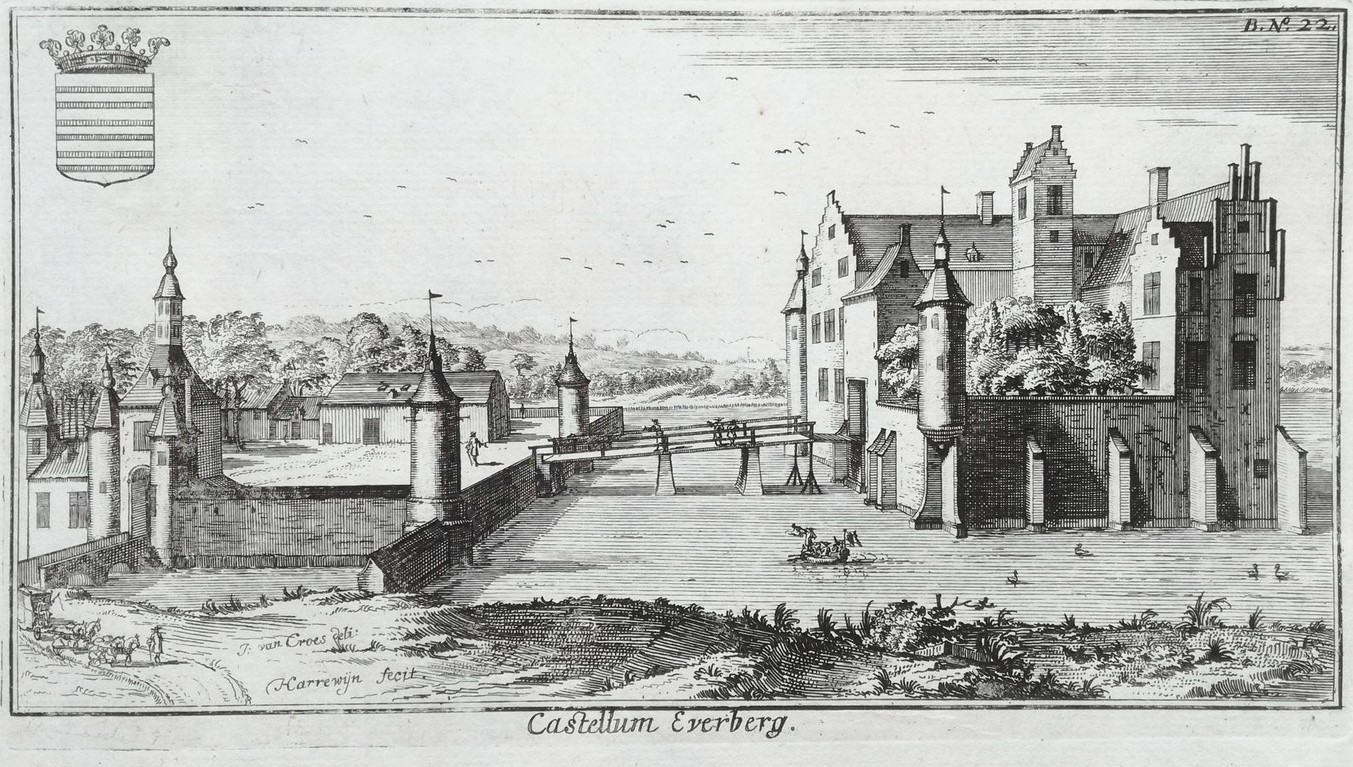
Het kasteel van Everberg aan het einde van de zeventiende eeuw met hoofdburcht, ophaalbrug en neerhof

## Familie Merode-Rubempré
In 1704 huwde Louise Brigitte (1675-1730), erfdochter van de familie Rubempré, met Philippe François (1669-1742), graaf van Merode. Zo kwam onder meer het prinsdom Everberg en dus ook het kasteel in handen van de hoogadellijke familie Merode. Op vraag van zijn schoonfamilie nam Philippe François na zijn huwelijk de naam en de wapens van het huis van Rubempré over en stichtte zo een nieuwe tak binnen de familie Merode, de tak Merode-Rubempré. Het kasteel van Everberg werd van dan af de zomerresidentie van de familie Merode-Rubempré.

## Bouw van het huidig kasteel
Marie Catherine Josephe van Merode (1743-1794), gravin van Merode en prinses van Rubempré en Everberg en kleindochter van Philippe François en Louise Brigitte, besliste om het renaissancekasteel te verbouwen. Ze wou het bestaande kasteel met zijn trapgevels en torentjes veranderen in een modern gebouw in neoclassicistische stijl, de architecturale stroming die in Brussel en Europa zijn hoogtepunt kende tussen 1770 en 1840. Marie Catherine wilde van haar zomerresidentie een uithangbord van haar goede smaak maken door het aan te passen aan de stijl en normen van de achttiende eeuw. Na de dood van haar echtgenoot Philippe Maximilien (1729-1773), graaf van Merode en markies van Westerlo, nam ze begin 1773 een architect in dienst: Philippe Jerome Sandrié de Morcourt (+1789). Zoals de meeste architecten actief bij de hoogadellijke elite in Brussel, was ook Sandrié afkomstig uit Frankrijk. Deze neoclassicistische architect had gewerkt aan het Franse hof, maar zou in het laatste kwart van de achttiende eeuw vooral carrière maken in de Nederlanden. Zo was hij betrokken bij de aanleg van het Koningsplein en de Koningsstraat in Brussel. Sandrié ontwierp ook het interieur van het nieuwe gebouw van de Raad van Brabant in Brussel, het huidige Paleis der Natie. 
In het voorjaar van 1773 tekende Sandrié de plannen en op 13 augustus werd door Marie Catherine de eerste steen gelegd voor het nieuwe kasteel. De architect inspecteerde en coördineerde de werken die tussen 1773 en 1780 plaatsvonden. De bestaande gebouwen van het kasteel werden waar mogelijk behouden al werd er een nieuwe gevel uit witte steen voor geplaatst. Het nieuwe kasteel in Lodewijk XVI-stijl was U-vormig zoals veel Parijse stadspaleizen uit die tijd. Het hoofdgebouw heeft op de gelijkvloers drie grote deurvensters die toegang geven tot de vestibule. Deze deurvensters worden omlijst door vier grote ionische zuilen die de balustrade van het terras op de eerste verdieping dragen. Op de eerste verdieping springt de gevel naar voor over de breedte van de middelste drie vensters en deze risaliet wordt bekroond met een driehoekig fronton zoals dat in die tijd gebruikelijk was. Het hoofdgebouw heeft een typisch Frans mansardedak met vooral aan de achterkant veel ossenoogvensters. Elk van de zijvleugels heeft dezelfde grote rechthoekige ramen en een dak met vele dakvensters. De ionische zuilen van de voorgevel komen terug in deze zijvleugels. Het kasteel vormt een mooi architecturaal geheel, maar is door de vele schoorstenen niet volledig symmetrisch. Nog tot het midden van de negentiende eeuw werd het kasteel aan de zijkanten en achterkant omringd door water; aan de voorkant gaf het uit op een grote binnenkoer.
Marie Catherine liet het oude neerhof met boerderijgebouwen volledig afbreken en verving het door twee grote paviljoenen eveneens in Lodewijk XVI-stijl. In het linkerpaviljoen waren er, naast de kapel voor de misvieringen, ook paardenstallen en koetshuizen. Het rechterpaviljoen omvatte onder meer de woning van de rentmeester. Ook een deel van de vele personeelsleden van Marie Catherine zullen waarschijnlijk in een van de paviljoenen zijn ondergebracht. Ook de kasteeltuin werd volledig onder handen genomen. Marie Catherine deed beroep op landmeter Goraing en wiskundeprofessor Ghiesbreghts om de tuin op te meten en daarna een plan uit te tekenen. Dat resulteerde in de aanleg van meerdere dreven en een volledig Franse tuin met  alle voor die tijd kenmerkende elementen zoals een orangerie en serres waarin onder meer meloenen werden geteeld. Er werd ook een grote moestuin en een boomgaard aangelegd.
Amaury de Merode (1827-1884), achterkleinzoon van Marie Catherine en burgemeester van Everberg, voerde in de jaren 1848-1849 heel wat werken uit rond het kasteel. Hij liet de slotgracht dempen en vormde de Franse tuin om tot een Engels park. Achter het kasteel werd ook een grote vijver gegraven. Op het einde van de negentiende eeuw werden aan de achterkant van het kasteel nog een terras en een monumentale trap aangebracht.
Het kasteel van Everberg wordt nog steeds bewoond door de familie Merode.

## Voetnoten
1. ↑  De Meyer, Freeke (1 november 2023). Hoog geboren, ambitieus en eigenzinnig. marie Catherine Jospehe, gravin van Merode en prinses van Rubempré en Everberg (1743-1794). Uitgeverij Sterck en De Vreese, p. 29-30. ISBN 9789464711141.
2. ↑  Ibid, 15-16 en 29-30.
3. ↑  Ibid, 15-16.
4. ↑  Ibid, 275-281.
5. ↑  Vanoppen, Henri (1991). Honderd Kortenbergse gebouwen: op stap door tien eeuwen verleden. Boek & Vorm, p. 107-109. ISBN 9073535026.